# کتکارت (واشینگتن)
کتکارت (به انگلیسی: Cathcart) یک منطقهٔ مسکونی در ایالات متحده آمریکا است که در شهرستان اسنوهومیش، واشینگتن واقع شده‌است. کتکارت ۱۰٫۰ کیلومتر مربع مساحت و ۲٬۴۵۸ نفر جمعیت دارد و ۶۹ متر بالاتر از سطح دریا واقع شده‌است.